# Ataxia cylindrica
Ataxia cylindrica är en skalbaggsart som beskrevs av Stefan von Breuning 1940. Ataxia cylindrica ingår i släktet Ataxia och familjen långhorningar. Inga underarter finns listade.